# Соре (Португалія)
Со́ре (порт. Soure; МФА: [ˈso.ɾɨ], Со́ри) — муніципалітет і містечко в Португалії, в окрузі Коїмбра. Розташований у центральній частині країни, на теренах історичної португальської провінції Бейра. Належить до Коїмбрської діоцезії Католицької церкви в Португалії. Права міського самоврядування має з 1111 року. Поділяється на 10 парафій. За адміністративним поділом, чинним до 1976 року, був складовою провінції Берегова Бейра. Площа муніципалітету — 263,91 км², населення муніципалітету — 19245 ос. (2011); густота населення — 72,92 осіб/км²
. Патрон — святий Матвій. Святковий день муніципалітету — 21 вересня. Поштовий індекс — 3130.  Код місцевої адміністративної одиниці — 0615. Складова статистичного регіону Центр.

## Географія
Соре розташоване на заході Португалії, на півдні округу Коїмбра.
Соре межує на півночі з муніципалітетом Монтемор-у-Велю, на північному сході — з муніципалітетом Кондейша-а-Нова, на сході — з муніципалітетом Пенела, на південному сході — з муніципалітетом Ансіан, на півдні — з муніципалітетом Помбал, на заході — з муніципалітетом Фігейра-да-Фош.

## Історія
1111 року португальський граф Генріх Бургундський надав Соре форал, яким визнав за поселенням статус містечка та муніципальні самоврядні права.

## Населення
| Кількість мешканців | Кількість мешканців | Кількість мешканців | Кількість мешканців | Кількість мешканців | Кількість мешканців | Кількість мешканців | Кількість мешканців | Кількість мешканців | Кількість мешканців | Кількість мешканців | Кількість мешканців | Кількість мешканців | Кількість мешканців | Кількість мешканців | Кількість мешканців |
| ------------------- | ------------------- | ------------------- | ------------------- | ------------------- | ------------------- | ------------------- | ------------------- | ------------------- | ------------------- | ------------------- | ------------------- | ------------------- | ------------------- | ------------------- | ------------------- |
| 1864                | 1878                | 1890                | 1900                | 1911                | 1920                | 1930                | 1940                | 1950                | 1960                | 1970                | 1981                | 1991                | 2001                | 2011                |                     |
| 17 641              | 18 801              | 18 616              | 20 233              | 22 570              | 22 103              | 22 941              | 25 108              | 26 176              | 26 575              | 22 094              | 22 570              | 21 704              | 20 940              | 19 245              |                     |